# ماريانسك
ماريانسك (بالروسية: Мариинск) هي إحدى مدن روسيا في مقاطعة كيمروفسكايا.